# Johann Friedrich Ruhe
Johann Friedrich Ruhe (* 28. September 1699 in Halberstadt; † 1776 in Magdeburg) war ein deutscher Kantor, Kapellmeister und Komponist des Barock. Nach seinem Tode gerieten Ruhe und sein Werk nahezu in vollkommene Vergessenheit.

## Leben und Werk
Johann Friedrich Ruhe wurde 1699 in Halberstadt geboren und erhielt seine erste Musikausbildung bei seinem Vater. Er studierte anschließend in Braunschweig, Wolfenbüttel und Helmstedt. Nach mehreren erfolglosen Bewerbungen erhielt er 1725 die Stelle als Kantor an St. Johannis in Halberstadt. 1733 erhielt er das Amt des Summissarius der Magdeburger Domkirche und -schule. Zu seinen Aufgaben gehörte neben dem Unterricht an der Domschule die Leitung der Dommusik. Insbesondere hatte er auch die Kompositionen für die Dommusik zu verfassen.
Ruhe führte sein Amt über 43 Jahre lang musikalisch erfolgreich aus. Obwohl er zahlreiche kirchenmusikalische Werke komponierte, sind nur wenige seiner Werke in unsere Zeit überkommen. Bekannt sind seine Kammermusikwerke mit Viola da Gamba. Diese Werke finden sich im Thüringischen Staatsarchiv Greiz. In einem achtseitigen Manuskript unter dem Titel Suites pour Viole de Gambe et Violoncello di Ruhe eines unbekannten Verfassers (eventuell ein Autograph?) findet sich eine Suite, die als „Duo zwischen Viola da Gamba und Violoncello“ angelegt ist, „indem offensichtlich bewusst auf die harmonische Füllung zwischen Ober- und Unterstimme verzichtet wird.“ Ruhe orientierte sich in diesem Werk an Georg Philipp Telemann. Bernd Musil und das Thüringische Staatsarchiv Greiz gaben im Jahr 2000 dieses Manuskript unter dem Titel Johann Friedrich Ruhe (1699–1776), Suites pour Viole de Gambe et Violoncello als Faksimileausgabe heraus. In dem genannten Greizer Archiv finden sich vier weitere Gambensonaten von Ruhe, die im Gegensatz zur erstgenannten Sonate explizit für Gambe und „Fondamento“, also bezifferten Generalbass, ausgewiesen sind.
Vor einigen Jahren wurden im dänischen Åhus einige geistliche Werke von Johann Friedrich Ruhe wiederentdeckt. In der Musiksammlung des ehemaligen Domkantors Ernest Grosmann tauchten Ruhe-Werke auf, die Grosmann selbst mit dänischen Texten versehen hatte. Der Magdeburger Domprediger Giselher Quast hat diesen eingängigen und schwungvollen Kompositionen wieder einen deutschen Text unterlegt, so dass in dieser Form wieder sakrale Musik von Johann Friedrich Ruhe gehört werden kann.  Der Kammerchor der Biederitzer Kantorei hat zusammen mit dem Orchester Märkisch Barock und den Solisten Melanie Hirsch (Sopran), Marie Henriette Reinhold (Alt), Michael Zabanoff (Tenor) und Matthias Vieweg (Bass) unter der Leitung von Michael Scholl 2020 auf der CD „Magdeburger Kantaten“ unter anderem die Ruhe-Kantate „Ja, ich bin bei euch alle Tage“ eingespielt.